# 巴拉圭撒但鱸
巴拉圭撒但鱸，為輻鰭魚綱鱸形目隆頭魚亞目慈鯛科的其中一種，分布於南美洲亞馬遜河及巴拉圭河流域，體長可達19.2公分，棲息在沙泥底質的溪流、潟湖，屬肉食性，以昆蟲、甲殼類等為食，生活習性不明。

## 擴展閱讀
維基物種上的相關：巴拉圭撒但鱸